# Hanö

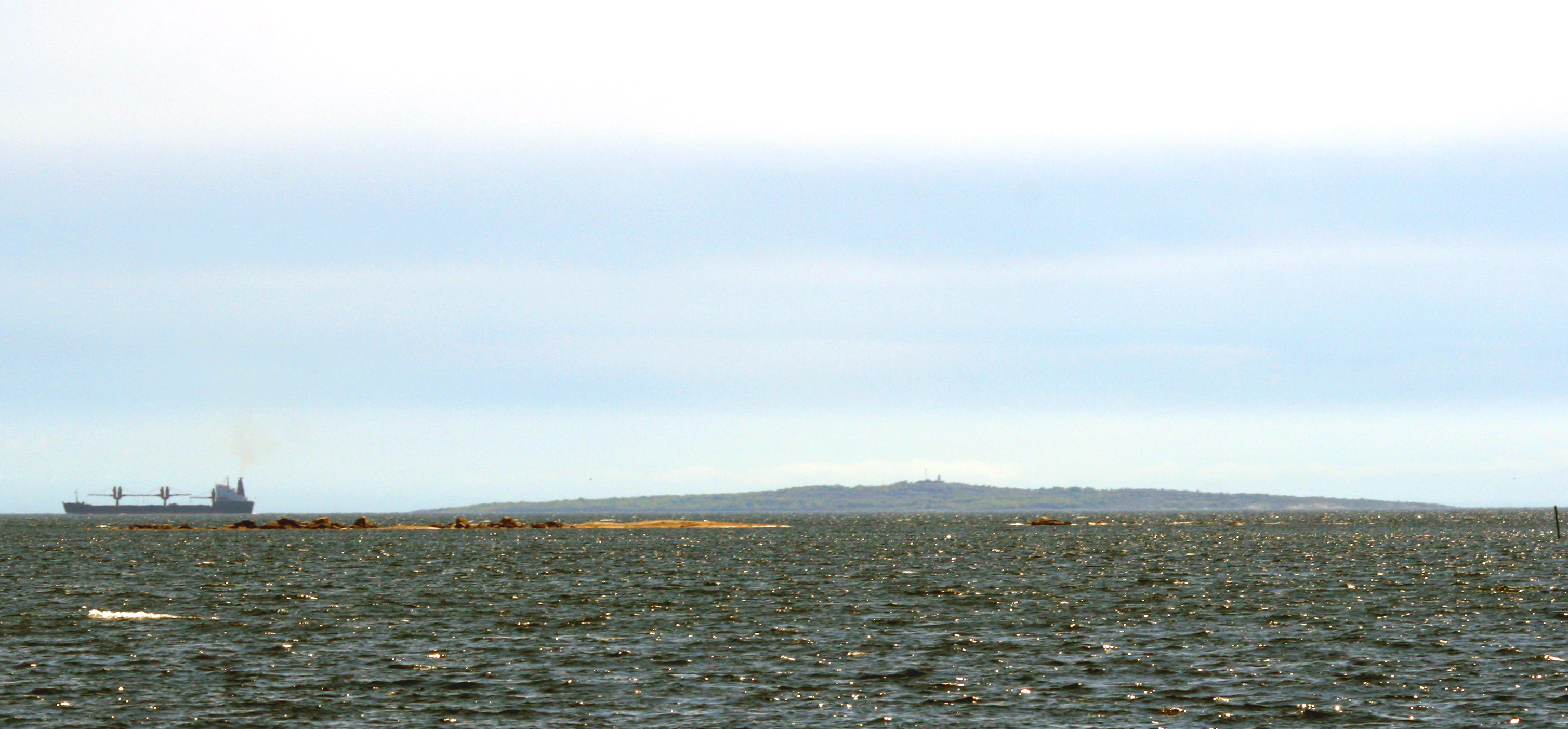
Hanö à l'horizon, vue depuis la côte de Blekinge.

Hanö est une île  de 2,14 km² située au large de la péninsule de Listerlandet, à l'ouest du comté de Blekinge en Suède.
Entre 1810 et 1812, la Royal Navy britannique a utilisé l'île conquise sans combat lors de la guerre anglo-suédoise comme base lors de ses opérations dans la mer Baltique. Le « Cimetière des marins anglais » (English Seaman's Graveyard) est situé sur l'île, et encore aujourd'hui des navires de guerre britanniques visitent l'île pour rendre hommage aux quinze marins qui y reposent. En 1972, la Royal Navy a construit une grande croix en bois sur la place du cimetière qui est visible à plusieurs miles au large. On y trouve aussi le phare d'Hanö datant de 1906.